# Мирович, Софья Михайловна
Со́фья Миха́йловна Миро́вич (на сцене — Никольская; 3 [15] августа 1889, Наровля, Минская губерния — 1976, Ленинград) — советская артистка оперы (лирико-колоратурное сопрано). Заслуженный деятель искусств РСФСР (21.02.1938).

## Биография
Родилась в семье учителя.
Пению обучалась с 1900 в Киеве у А. Сантагано-Горчаковой, в 1903—1908 — в Киевской музыкально-драматической школе им. Н. В. Лысенко, в 1908—1911 — в Варшавской консерватории.
С 1907 года выступала в симфонических и камерных концертах в Киеве, Варшаве, Москве (1913—1919), Петербурге (1919—1923).
В 1921—1950 годах преподавала в Ленинградской консерватории (с 1932 профессор).

## Партии
- Антонида («Жизнь за царя» М. Глинки)
- Людмила («Руслан и Людмила» М. Глинки)
- Марфа («Царская невеста» Н. Римского-Корсакова)
- Панночка-Русалка («Майская ночь» Н. Римского-Корсакова)
- Снегурочка («Снегурочка» Н. Римского-Корсакова)
- Тамара («Демон» А. Рубинштейна)
- Забава Путятишна («Добрыня Никитич» А. Гречанинова)
- Маргарита («Фауст» Ш. Гуно)
- Маргарита Валуа («Гугеноты» Дж. Мейербера)
- Филина («Миньон» А. Тома)
- Виолетта («Травиата» Дж. Верди)
- Джильда («Риголетто» Дж. Верди)
- Оскар («Бал-маскарад» Дж. Верди)
- Елена («Мефистофель» А. Бойто)
- Софья («Галька» С. Монюшко).